# Josefina Oliveras i Ferrer
Josefina Oliveras i Ferrer (Castellbell i el Vilar, 18 de febrer de 1910 - Rocafort, 30 d'abril de 1996) fou una farmacèutica catalana i responsable de la revitalització de Rocafort de Bages.
L'any 1927 es va convertir en la primera dona que va obtenir el grau de batxiller en ciències, a l'Institut de Manresa. Es va llicenciar en Farmàcia el 1934. Es va casar amb el doctor Sebastià Guañabens i Pujol. El 1939 es va convertir en la primera farmacèutica titular dona que va tenir una farmàcia a Manresa, concretament al barri de les Escodines. El 1947, el matrimoni va comprar Can Fargues, una casa de Rocafort on anaven els caps de setmana i on va viure pràcticament sempre des de la jubilació fins que es va morir. En aquest poble va desplegar les seves inquietuds culturals a més responsabilitzar-se de la recuperació de la vila. Així, va contribuir a l'electrificació de Rocafort, a aconseguir que es construís la carretera que hi mena des del Pont de Vilomara, que s'instal·lés el telèfon... Però personalment va aconseguir que s'arrangés la plaça Major, que es catalanitzés el nomenclàtor local, que es reconstruís l'església –va apadrinar la campana petita–, que es recuperessin les festes tradicionals –entre les quals la Festa Major–, que es fes el trasllat de la pedra de les Creus, que s'inaugurés l'escut de la vila, a més d'organitzar conferències, certàmens, exposicions...
El 1990, Rocafort li va lliurar la Medalla de Filla Predilecta. L'any 1997, la família i l'Ajuntament del Pont de Vilomara i Rocafort van instaurar el Premi de Poesia Josefina Oliveras, que es lliura pels volts del primer de maig, en el marc de la Festa Major del poble; aquest premi té per objectiu recordar i homenatjar la farmacèutica.

## Obra
- Rocafort, tres capítols de la seva vida (1986)
- Rocafort a començaments de segle. Festes i institucions (1990)
- Rocafort. Les campanes de Santa Maria (1991)